# Temperatura potencial
La temperatura potencial ({\displaystyle \theta }) es una variable termodinámica ampliamente utilizada en meteorología que representa la temperatura que una parcela de aire seco (a una presión p y temperatura T en Kelvin) que tendría si fuera comprimida o expandida adiabáticamente hasta una presión de referencia po (normalmente 1000 mb). Formalmente se define como
| Símbolo                 | Nombre                                   | Unidad     |
| ----------------------- | ---------------------------------------- | ---------- |
| {\displaystyle \theta } | Temperatura potencial                    | K          |
| {\displaystyle T}       | Temperatura                              | K          |
| {\displaystyle p}       | Presión                                  | Pa         |
| {\displaystyle p_{o}}   | Presión de referencia                    | Pa         |
| {\displaystyle R}       | Constante de los gases para la atmósfera | J / (kg K) |
| {\displaystyle c_{p}}   | Calor específico a presión constante     | J / (kg K) |

La importancia de la temperatura potencial es que se trata de una variable conservada bajo procesos adiabáticos secos (en aire no saturado).

## Derivación
La forma de entalpía de la primera ley de termodinámica se puede escribir como:
| Símbolo            | Nombre             | Unidad   |
| ------------------ | ------------------ | -------- |
| {\displaystyle h}  | Entalpía           | J / kg   |
| {\displaystyle T}  | Temperatura        | K        |
| {\displaystyle ds} | Cambio en entropía | J (kg K) |
| {\displaystyle v}  | Volumen específico | m3 / kg  |
| {\displaystyle p}  | Presión            | Pa       |

Para procesos adiabáticos, el cambio en entropía es 0 y la primera ley se reduce a:
{\displaystyle dh=vdp}.
Para gases aproximadamente ideales, como aire seco en la atmósfera terrestre,
la ecuación de estado, {\displaystyle pv=RT} se puede sustituir en la primera ley llevando a:
{\displaystyle {\frac {dp}{p}}={{\frac {c_{p}}{R}}{\frac {dT}{T}}}},
en donde {\displaystyle dh=c_{p}dT} se ha usado y ambos términos han sido divididos entre {\displaystyle pv}.
La integración lleva a:
{\displaystyle \left({\frac {p}{p_{0}}}\right)^{R/c_{p}}={\frac {T}{T_{0}}}},
y resolviendo para {\displaystyle T_{0}}, la temperatura de una parcela de aire adquiriría, si se moviese adiabáticamente al nivel de presión {\displaystyle p_{0}} sería:
{\displaystyle T_{0}=T\left({\frac {p_{0}}{p}}\right)^{R/c_{p}}\equiv \theta }.

## Temperatura potencial equivalente
Análoga a la temperatura potencial, se define la temperatura potencial equivalente, denotada {\displaystyle \theta _{e}}, para parcelas de aire húmedas en las que el vapor de agua puede condensarse liberando energía. {\displaystyle \theta _{e}} es la temperatura que una parcela de aire húmeda tendría si fuera elevada hasta una altura en la que todo el vapor de agua se condensara y abandonara la parcela y fuera entonces adiabáticamente comprimida hasta la presión de referencia po (normalmente 1000 mb).
La temperatura potencial equivalente se conserva en procesos adiabáticos en general, tanto secos como saturados, por eso es una buena variable para describir una masa de aire.

## Historia
El concepto de la temperatura potencial fue introducido en 1888 por Wilhelm von Bezold.
- Datos: Q760765